# Política de Grècia
La República de Grècia és una democràcia parlamentària multipartidista. El seu poder legislatiu és investit pel seu Parlament i pel govern grec. Des de la restauració de la democràcia l'any 1974, el seu sistema de partits fou tornat entre el liberal-conservador Nova Democràcia (ΝΔ) i el Moviment Socialista Panhel·lènic (ΠΑ.ΣΟ.Κ). Des de les eleccions legislatives de 2015, però, el govern és format per la Coalició de l'Esquerra Radical (ΣΥΡΙΖΑ).
El poder judicial n'és independent de l'executiu i el legislatiu.

## Evolució del règim polític grec

### De la monarquia a la democràcia
La primera organització o règim polític que hi hagué a Grècia peninsular no fou la democràcia sinó la monarquia. Des del segle VIII abans de la nostra era que la península grega havia anat experimentant amb la monarquia, l'oligarquia i la tirania. Grècia no era un país unificat. Existien diferents ciutats que es regien en forma d'Estat. El sentiment grec d'aleshores no era precisament el d'avui, de la nació grega, és a dir, els ciutadans de cada ciutat estat se sentien de la seva ciutat, malgrat que totes les ciutats estat gregues compartien uns lligams comuns com ara la llengua o la religió.
Això feia que cadascuna tingués el seu propi règim polític. La monarquia s'havia heretat de la civilització micènica que a diferència del seu entorn sembla que era de base matriarcal. Amb el temps la ciutat d'Atenes és qui acaba agafant protagonisme, sigui pel règim polític que s'hi instaura, com per la preponderància que agafa amb les guerres contra Pèrsia. Les ciutats estat gregues rivalitzaven entre elles. La principal rival d'Atenes fou Esparta des d'on hi regia un govern diàrquic. En efecte, dos monarques tenien el poder sobre la població. El sistema polític era més aviat un sincretisme de diversos règims ja experimentats. La societat espartana estava dividida en classes socials i com a Atenes hi existien esclaus. Una assemblea popular era el lloc d'exercici de les lleis, les quals podien fer-se servir per a escollir el Consell dels Ancians i l'exèrcit, aquest darrer sota el control de la monarquia. Però, paral·lelament, dos monarquies tenien el poder vitalici i de ple poder en cas de guerra. S'havia triat dos reis per a evitar un buit de poder per la mort d'un dels dos en batalla. A banda, l'Èforos, compost per cinc membres, posseïa un poder il·limitat, força semblant als governs actuals. Era un òrgan escollit per l'assemblea espartana, la qual triava, igualment, els dos reis. Per tant, malgrat que es parli de "monarques" cal tenir present que aquesta forma de "diarquia" era més aviat electiva, si bé el vot no es concedia com a Atenes.
A Atenes, justament, es va experimentar en un primer moment amb la monarquia, donant pas a la tirania i a l'oligarquia. Cap dels sistemes sembla que satisferen una població que des de l'inici sembla que tingué ja tendència a qüestionar-se racionalment sobre el món que l'envoltava. Això almenys és el que ens ha arribat els escrits de Plató o Aristòtil. La ciutat estat que encapçalarà la guerra contra Pèrsia, fou la primera en idea un règim del tot innovador i participatiu, anomenat de democràcia, el qual serà durant la Revolució Francesa revisat i proposat com a millor forma de govern. D'ençà, el llegat grec és present, com a mínim, a tot Europa on des del segle xix s'han anat imposant les democràcies representatives, malgrat que moltes vegades en sincretisme amb formes més antigues, com la monarquia.
La democràcia dita directa que es va implantar a la Grècia antiga estava recolzada per una participació sense límits dels ciutadans. És a dir, els ciutadans de la polis tenien accés directa a una assemblea popular, anomenada Ekklesia, en la qual es prenien les decisions legislatives conjuntament. El parlament no era representatiu, és a dir, funcionava obligatòriament amb la participació de cada ciutadà. No s'hi escollien diputats sinó que els diputats eren els ciutadans mateixos. A l'Ekklésia només hi podien participar els homes, majors d'edat i de la polis. Les dones, els estrangers i els esclaus estaven exclosos de la participació. L'assemblea servia per a votar Lleis, controlar els pressuposts d'Estat, declarar la guerra, escollir deu estrategs que havien de dirigir la política exterior i l'exèrcit, i deu arconts, que presidien els tribunals i actes religiosos. A més, l'assemblea escollia per sorteig els 500 membres de la Boulé o Consell i els 60000 membres del Tribunal popular o Helié. A la pràctica, però, l'assemblea no era accessible vist que demanava una assistència a ciutadans situats lluny de la polis i que, per aquest motiu, no podien deixar la seva feina en favor de la participació política.
La Boulé o Consell tenia el càrrec d'elaborar les Lleis i controlar els magistrats. Era la representació permanent de l'assemblea. Qualsevol ciutadà més gran de trenta anys s'hi podia presentar, però només podia ser nomenat dues vegades a la seva vida. Això feia que l'atenès mitjà tingués molts possibilitats d'entrar-hi. Cal remarcar, però, que tant el Consell com l'Assemblea no tenien edifici de reunió. Els ciutadans de la polis es reunien al fòrum. A banda del tribunal popular, implantat més tard, es va establir un tribunal no popular, el qual havia de garantir, endemés, el compliment de la Constitució. És l'Areòpag, posat en marxa per Efialtes, que es limitava, endemés, a la jurisdicció de delictes de sang. Estava format pels exarconts, fet que li conferia un gran prestigi i feia qu molts atenesos el veiessin com el guardià de la Constitució.

### Sota el règim romà
L'any 147 abans de la nostra era el poder Romà s'ha expandit a la península ibèrica i pretén continuar amb el Mediterrani. És d'aquesta manera que el món grec sucumbeix al poder de la República romana. El nou règim esdevé centralitzat i d'Estat. Les ciutats estat perden el protagonisme anterior i esdevenen una perifèria més de Roma. Roma es divideix en províncies i Grècia s'acaba integrant com una província més. Tanmateix, durant el primer període, Roma es regeix per una República i un sistema de democràcia representativa, que pren de fet gran part de les seves estructures i idees del model grec. La relació entre Grècia i Romà és, si més no, diferent a aquella que trobaríem en les altres perifèries, ja que Roma adopta l'estil hel·lenístic en pràcticament tots els àmbits.
El règim republicà romà s'organitzava al voltant d'assemblees de ciutadans, els comicis, els quals elegien uns magistrats que exercien el poder legislatiu i executiu. Els magistrats escollien, en aquest sentit, dos cònsols, encarregats de dirigir la política armada de Roma, la qual es veia condicionada al vist-i-plau del Senat, i exercir de dictadors en casos de necessitat extrema. Els magistrats accedien al seu lloc per una carrera d'honors. Ara bé, eren escollits pels comicis. A més, tenien l'autoritat per a triar pretors, els quals havien d'exercir justícia, i encarregar-se de les finances de l'Estat.
Paral·lelament, tres-cents membres, antics magistrats, seient en l'anomenat Senat, el qual havia de controla els magistrats. El Senat i el model republicà no duraren gaire temps atès que amb la mort de Juli Cèsar la República camina efectivament cap a la dictadura en forma de monarquia. A partir de llavors l'Estat experimenta formes ben diverses de monarquia. Així, quan Roma s'acaba partint en dos, just abans l'entrada al medieu, el monarquia és dual amb els seus propis designats a successió.
A la República romana no hi participava tothom. Un cop més, esclaus i dones eren exclosos de la vida política. Aquesta es reservava al ciutadà romà. La societat romana continuà sent una societat jerarquitzada amb nivells socials els quals condicionaven la participació en política. Tot i així, el model romà esdevé almenys en el camp literari i econòmic, un exemple posterior. A l'Europa Renaixentista neixen repúbliques nobiliàries a Itàlia i, a la resta de monarquies europees, s'estableix parlaments, encara que estamentals, tot plegat en una òptica, moltes voltes, d'imitar l'experiència romana.

### La monarquia bizantina
La caiguda de Roma instaura un nou règim a Grècia. El país quedà afectat per l'ensorrament del poder romà, però a diferència del costat oest, Roma sobrevisqué a l'Imperi Romà d'Orient. Com el seu nom indica, Bizanci era un règim de monarquia de dret diví. Malgrat que durant els seus mil d'anys d'existència hi hagué canvis i reorganitzacions, es poden identificar diverses institucions que es mantingueren dempeus.
La primera la constitueix l'emperador o basili el qual exerceix com a monarca hereditari. Era qui defensava les Lleis de l'imperi i qui assumia al mateix temps el rol de cap de l'Església. Això li conferia alhora un paper que s'expandia als límits terrenals. Per això mateix podem dir que l'Imperi Romà d'Orient era un règim teocràtic. Es considerava, de fet, en aquella època que l'emperador era escollit per Déu i dins l'àmbit terrenal havia i era rol seu d'exercir d'apòstol. Qualsevol usurpació del poder es considerava doncs una manifestació de la gràcia de Déu.
Així, en tant que cap d'Estat, l'emperador tenia també la capacitat de liderar l'armada i, per tant, de protegir les fronteres de l'imperi. L'emperador podia fer-se ajudar per cancellers qui l'aconsellaven en l'excussió de les seves decisions. El seu paper dins el règim cal diferenciar-lo amb el patriarca que era el cap de l'Església bizantina, és a dir, el bisbe de Constantinoble. És doncs un personatge estríctament religiós però que en el règim teocràtic romà d'Orient assumeix igualment papers en l'esfera política. A més de cap d'Església, podia doncs ser triat per l'emperador com a canceller. A més, en tant que moralitzador, podia exercir influència sobre les Lleis de l'imperi.
El monarca vivia envoltat d'una cort que constituïa el conjunt de l'aristocràcia romana d'Orient. La Cort i el monarca s'intercanviaven decisions. Per això, les Corts són una altra institució que caldria destacar en el règim romà d'Orient. La Cort i el monarca tenien el palau com a centre simbòlic del seu exercici de poder. En tant que monarca, l'emperador posseïa el palau i el regne com a propietats personals.

### Sota el règim otomà
Amb la caiguda de l'Imperi Romà d'Orient, al final de l'edat mitjana, l'any 1453, Grècia passà d'un règim teocràtic de caràcter cristià a un altre règim teocràtic de caràcter islàmic. L'organització difereix considerablement del règim bizantí, ja que Grècia deixa de ser el centre de l'imperi per tornar a transformar-se en perifèria. A més, el caràcter de la religió islàmica impedeix una monarquia tal com s'havia anat concebent a Europa. Així, Grècia és regida per un emir, dins de l'imperi seldjucida, és a dir, Grècia és concebuda com una regió autònoma governada per un administrador o governador.
L'arrel del poder segueix sent teocràtica, ja que només governen els qui constitueixen la branca de descendència del profeta. Però, vers el 1453, quan els emirs substitueix lentament el poder central i el món islàmic es fractura, el sultà Mehmed II instal·la la seva capital a Constantinople, tornant a fer de Grècia el centre del poder. El govern queda llavors dirigit pel gran vizir, nomenat pel sultà i assistit de quatre visirs, els aghas, que eren caps de tribu. A partir d'aquí el govern delega cadascuna de les seves funcions a uns ministeris els quals porten nom propi: nichndji per la justícia, defterdar pels imposts, etc. Les províncies queden al seu torn sota l'ègida d'un governador, el sandjak. Per tant, sota l'ocupació otomana, Grècia viu en un règim monàrquic de dret diví en què no hi havia separació de poders però una vertadera descentralització.

### La independència grega
El segle xix és de clara decadència per a l'Imperi Otomà. Malgrat que aconsegueix fer respectar les seves fronteres dins del marc del Congrés de Viena del 1814, la realitat és que sigui a França com a Rússia, hi ha un desig no expressat públicament de reconstruir l'Imperi Romà d'Orient. Però és amb la Guerra d'Independència (1821-1830) i sota l'impuls del nacionalisme naixent grec que es construeix aquest "Imperi Romà d'Orient". No es tractà de restablir l'Imperi Romà o d'imitar la monarquia bizantina malgrat que el projecte nacionalista hel·lenístic era pannacionalista. Es tractava més aviat d'establir una nova monarquia que inclogués únicament la Grècia peninsular i que tingués el grec i els valors d'època (cristianisme ortodox) com a elements emancipadors.
La Guerra d'Independència se salda amb el principi del final de l'Imperi Otomà. El tractat de Londres del 7 de maig del 1832 posa en el tron a la casa de Wittelsbach la qual implanta una monarquia "hereditària per ordre de primogenitura dins la descendència del rei Otó, dins la branca del seu germà Luitpold, o en cas contrari, en la branca del seu germà Adalbert". Tenim doncs una monarquia de caràcter absolutista i novament amb tendències teocràtiques. El govern resultant segueix confonent tots els poders.

### De la primera a la segona Constitució
En el cicle de revolucions que Europa patí durant el segle xix el país hel·lènic, recentment independitzat, incorpora canvis essencials per al context europeu. El 3 de setembre del 1843 un cop d'Estat instaura la primera Constitució del país, i per tant, el primer règim de monarquia constitucional. La monarquia constitucional grega tenia el monarca com a pedra angular. El rei era cap de Govern i cap d'Estat. A més, era garant de la protecció de les fronteres, és a dir, cap de Guerra. Com a tal era el responsable d'escollir els ministres i els ministeris. Això pel que fa al poder executiu, ja que el legislatiu era compartit entre el rei i la recent-creada Assemblea Hel·lènica. El poder legislatiu esdevé bicameral: el Senat, d'una banda, i l'Assemblea Nacional, de l'altra. L'Assemblea és elegida a sufragi universal masculí i el Senat de manera indirecta a tria del rei. El monarca podia igualment impartir justícia. Així, ell era qui nomenava els jutges que havien d'exercir i aquests consentien fer-ho en nom del rei.
La primera Constitució grega durà fins al 1864. Arrel del segon cicle revolucionari europeu, l'Assemblea Hel·lena es reuneix a Atenes el 1863 per propugnar un altre cop al règim, aquesta vegada per crear un Estat liberal. La nova Constitució establia que la sobirania era popular i, per tant, deixava completament el poder legislatiu al Parlament. En l'article 31 s'hi establia específicament que tots els poders havien d'emanar de la Nació i que s'havien d'exercir en acord amb la Constitució. Per tant, es pot dir que a partir del 1864 la monarquia pren un cop dur i de posseir pràcticament tot el poder, deixa pas a la doctrina del "regna però no governa".
En el marc de la nova Constitució el parlament grec és monocameral (la Vouli). Els diputats són escollits per un període de quatre anys renovable en sufragi universal masculí. El nou parlament té la capacitat de controlar el govern mitjançant cabinets d'acció o comitès d'examen. El poder executiu, per la seva banda, deixa el govern en mans del Rei que pot, com a tal, nomenar els ministres i ministeris. Per tant, el monarca continua exercint de cap de Govern i d'Estat, amb la gran diferència que ja no pot posar les mans en el poder legislatiu. Tant és així que quedà abolit el Senat.

### La Segona República
Malgrat que es parli de Segona República, en era contemporània mai hi hagué una primera República. L'apel·lació del nou règim que s'implantà entre el 1924 i el 1935 reprèn l'esperit heretat de la Grècia antiga i de la República Romana. Després de la desfeta de Grècia contra Turquia en la campanya d'Àsia menor, una sèrie de conflictes armats que cal contextualitzar en la confrontació nacionalista entre turcs i grecs pels respectius projectes nacionals, l'armada vençuda es revolta contra el govern reial i Nikólaos Plastíras i Stylianós Gonatás encapçalen un nou cop d'Estat l'11 de setembre del 1922, el qual aboleix la monarquia constitucional implantant un règim republicà.
El nou règim, en consonància amb l'ideal, separada definitivament els poders heretats de la doctrina montesquiana. El cap d'Estat de la República Hel·lènica fou Pávlos Kountouriótis el qual podia nomenar un primer ministre, per tant, un cap de Govern que s'encarrega de l'executiu nomenant els ministeris. L'executiu ha de sorgir obligatòriament per mandat popular i ja no pot ésser hereditari. Tot i això, es restableix el sistema bicameral. D'ençà dues cambres, la Vouli i el Senat, comparteixen la capacitat de legislar. El parlament es renova igualment per mandat electoral el qual permet canviar les dinàmiques del parlament gràcies a l'autorització de la constitució de partits polítics.
La Constitució de la República aboleix tota mena d'arbitrarietat en l'àmbit dels drets humans i aplica un règim d'igualtat de drets. L'article 6 aboleix els títols mobiliaris de la monarquia i garanteix la llibertat i protecció de tots els ciutadans grecs, de la seva religió i de la seva llengua. L'Estat esdevé d'ençà responsable davant la Nació i el poder judicial queda del tot separat de la resta de poders.

### La dictadura del règim dels coronels
La Segona República grega patí una inestabilitat pràcticament d'arrel. Diferents cops d'Estat i referèndums trucats a més de les conseqüències de la Gran Depressió i de l'augment de l'extrema dreta a Europa porta el país a una inestabilitat durant el període republicà. En conseqüència, el 4 d'agost del 1936 el general Ioannis Metaxàs aboleix la República i instaura una dictadura de caràcter pseudofeixista que durà fins a la dècada dels 1940 moment en què en plena Segona Guerra Mundial l'Alemanya feixista envaeix Grècia. Lluny d'estabilitzar el règim, la dictadura no procura millores, ans al contrari, lleis fonamentals queden abolides en l'ideal feixista. A més, entre el 1946 i el 1949, s'afegeix una guerra civil entre partidaris d'un govern monàrquic i conservador el qual rep l'ajuda del Regne Unit i els Estats units i la branca armada del Partit Comunista Grec. És a dir, amb la fi de la Segona Guerra Mundial, Grècia esdevé el primer bastió de la Guerra Freda.
Les tensions acumulades entre republicans, monàrquics i les aspiracions del comunisme esclaten en una guerra cruenta que aboca el país a una dictadura militar de dretes que aconseguirà implantar-se amb un nou cop d'Estat l'any 1967, dirigit per Georgios Papadópulos. El nou règim vindrà per quedar-se almenys fins al 1974 quan cau juntament amb la dictadura salazarista i franquista. La dictadura queda dirigida per una junta la qual donarà nom al règim: dictadura dita dels generals.
El govern dels generals procedeix a eliminar tota mena d'oposició i contestació. Comença una persecució a qualsevol tipus de contestatari. Els Drets Humans queden abolits. S'instaura una policia política i tortures. Els generals posen en marxa una sèrie de governs fantasmes que perpetren la dictadura. En consonància amb l'ideal del règim, la dictadura s'implica directament en la crisi xipriota de la dècada dels 1970 la qual acaba dividint l'illa en dos Estats, només un dels quals reconegut internacionalment.

### La transició democràtica
El final de la dictadura és l'esdeveniment més important de la Grècia contemporània després de la seva independència. El règim dels generals patí el 15 de juliol del 1974 un cop d'Estat organitzat per un grup paramilitar xipriota grec amb el suport del cap de la dictadura Dimitrios Loannidis. La intenció era instaurar una dictadura a Xipre sota el model dels generals grecs just en el moment en què la Gran Bretanya es desfeia de la seva colònia. En reacció, Turquia decideix envair la petita illa i la part del nord que declara la seva adhesió al règim turc. Les no tant antigues vel·leïtats entre trucs i grecs tornen a sortir a la llum en un moment força tens per a Europa. D'una banda, la península ibèrica es troba en plena transició cap a la democràcia i, d'altra banda, l'URSS segueix mantenint el pol contra els Estats Units, els quals, juntament amb el Regne Unit, veuen Grècia una potencial font de perill per als seus interessos geopolítics degut a la proximitat territorial del país hel·lè amb el règim soviètic.
És així que el Regne Unit dona suport a la independència de Xipre la qual provoca que la part nord, turca, s'autoproclami independent, sense el reconeixement del Consell de Seguretat de l'ONU. Alhora, el règim dels generals cau progressivament, substituint-se per un govern d'unió nacional que port a Grècia a implantar una democràcia representativa en forma de Tercera República. El nou règim republicà confirma l'abolició de la monarquia el 1975 i procedeix a la redacció d'una nova Constitució homologable de cara als països Occidentals. Grècia entra doncs en l'espai d'una dècada a formar part de les democràcies liberals, de la Unió Europea i del Consell d'Europa. La crisi xipriota segueix, això no obstant, sense resoldre's en una illa del tot dividida entre el sentiment de pertinença a Grècia o a Turquia.

## El sistema polític de l'Estat grec (seglexxi)

### La Constitució
La Constitució de Grècia del 1975 estableix la República com a sistema d'Estat i la democràcia com a règim polític. Així, el document és dins la jerarquia legislativa, el text suprem, per sobre del qual no es pot aprovar cap Llei. La legislació ha de ser, doncs, en coherència i concordança amb la Constitució. Aquesta compta amb 120 articles i unes 4 parts, les quals confirmen el rol preponderant que s'ha volgut donar a l'Església ortodoxa. En efecte, encara que Grècia es vulgui un Estat democràtic que respecta la doctrina de separació de poders, atorga un rol especial i destacat a l'Església ortodoxa.
- la primera part (articles 1-3) estableix la república parlamentària com a forma de govern i confirma la preponderància de l'Església ortodoxa grega,
- la segona part (articles 4-25) concerneix els drets individuals i socials,
- la tercera part (articles 26-105) descriu l'organització i el funcionament de l'Estat,
- la quarta part (articles 106-120) comprèn les disposicions especials i transitòries.

### Sistema executiu
El Gabinet grec és format per la figura de primer ministre i la dels o les ministres. En virtut del sistema republicà instaurat per la Constitució del 1975, el cap d'Estat —és a dir, el o la president/a— ha de ser escollit/da pel Parlament. El parlament tria l'opció que hagi obtingut la majoria parlamentària, absoluta o simple, a les eleccions. Després, la figura de primer ministre, que és qui compon el govern, ha d'ésser nomenat pel patriarca d'Atenes, qui dirigeix l'Església ortodoxa grega. La figura de primer ministre és escollida per un termini màxim de dues legislatures de 5 anys.
Nota: Alexis Tsipras, com a ateu, fou el primer cap de govern a jurar el càrrec davant el president de la República.
La o el cap d'Estat escollit/da està en l'obligació de prestar jurament davant la Cambra parlamentària, amb aquestes paraules concretes, expressades a l'article 33/3 de la Constitució:
Ορκίζομαι στο όνομα της Αγίας και Ομοούσιας και Αδιαίρετης Τριάδας να φυλάσσω το Σύνταγμα και του νόμους, να μεριμνώ για την πιστή τους τήρηση, να υπερασπίζω την εθνική ανεξαρτησία και την ακεραιότητα της Χώρας, να προστατεύω τα δικαιώματα και τις ελευθερίες των Ελλήνων και να υπηρετώ το γενικό συμφέρον και την πρόοδο του Ελληνικού Λαού - Article 33(2) de la Constitució
Jure en nom de la Santa Trinita, consubstancial i indivisible de vigilar la Constitució i les Lleis, de vetllar a la seva fidel aplicació, de defensar la independència nacional i la integritat del país, de protegir els drets i les llibertats dels hel·lens i de servir l'interès general i el progrés del poble hel·lè. - Article 33(2) de la Constitució

### Sistema legislatiu

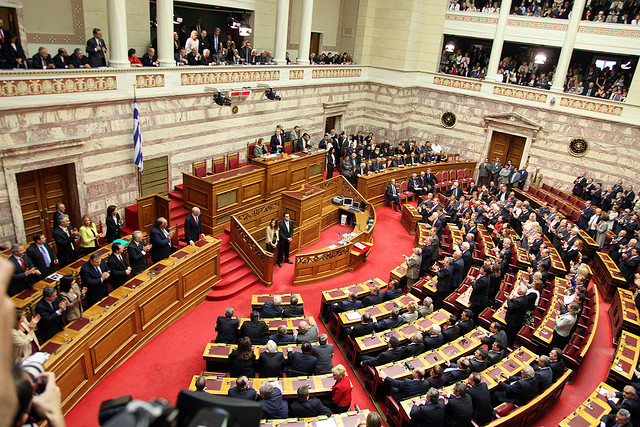
El Parlament Hel·lènic en sessió de constitució.

El sistema legislatiu grec és unicameral; és a dir, només està format per una cambra legislativa. El Parlament Hel·lènic té 300 escons que s'escullen mitjançant el sufragi universal obligatori de les persones majors de 18 anys. Les legislatures duren un màxim de 4 anys. De tots els seients disponibles, 50 es reserven al partit que més vots hagi obtingut a les eleccions, la resta, els 250 que queden, són repartits de forma proporcional entre els partits que han obtingut com a mínim el 3% dels vots. El parlament, com a tal, té presentar una moció de censura al govern i assumeix el paper de legislar.
A més, és el parlament qui escull el president de la República Hel·lena en forma d'escrutini per vot nominal just després de la celebració de les eleccions. L'aritmètica de les eleccions és la qui condiciona l'elecció del present atès que per una qüestió de majories, normalment el parlament escull el candidat del partit que ha guanyat les eleccions al parlament.
| Càrrec                    | Nom                 | Partit | Des de               |
| ------------------------- | ------------------- | ------ | -------------------- |
| President de la República | Prokopis Pavlópulos | ANEL   | 13 de març del 2015  |
| Primer Ministre           | Alexis Tsipras      | SYRIZA | 26 de gener del 2015 |

L'edifici actual que acull la cambra parlamentària fou construït en un estil neoclàssic per Friederich Wilhelm von Gärther per tal que servís com a palau a Oto I de Grècia. Des que fou construït ha servit d'hospital, seu reial i altres funcions fins a esdevenir definitivament el parlament grec.

### Sistema judicial
La branca judicial a Grècia coneix dues divisions jurídiques: civil i administrativa. La jurisdicció civil és competent en matèria civil i penal mentre que l'administrativa es dedica a resoldre les denúncies entre els ciutadans i l'Estat.
Dins la jurisdicció civil i penal, existeixen tres recursos possibles:
- Corts de Districte o Corts de Primera Instància
- Cort d'Apel·lació
- Cort de Cassació

Segons el valor estimat del dany ocasionat, la primera instància es divideix en dues tries, les Corts de Districte, que són tribunals de barri o regió, i les Corts de Primera Instància. En cas de no resolució esperada pels demandants, es pot recórrer a la Cort d'Apel·lació que torna a jutjar. La tercera instància, reservada a la Cort de Cassació, només rellegeix el cas i aplica la Llei. En cas de judicis penals, les corts de primera i segona instància poden compartir tribunals "mixts".
Dins la jurisdicció administrativa, existeix igualment tres recursos,
- Tribunals administratius
- Cort d'Apel·lació
- Consell d'Estat

A banda de les dues jurisdiccions previste per la Constitució grega, el sistema judicial hel·lènic preveuigualment "tribunals especials", els quals són competents en comptes d'Estat, religió o assumptes de desviament de l'organització d'Estat. És el cas de la Cort de Comptes i la Cort Especial Superior. Aquesta darrera, per exemple, és competent en les problemàtiques derivades de la interpretació de la legislació per part del Consell d'Estat, la Cort de Cassació o la Cort dels Comptes.

#### Adhesió a la EU i el Consell d'Europa
Degut a l'adhesió de Grècia al Consell d'Europa, òrgan obligatori per l'homologació internacional després de la Segona Guerra Mundial, qualsevol ciutadà hel·lè pot demanar recurs a la Cort Europea de Drets de l'Home, sempre que el seu cas ìnclogui la vulneració de la Carta Europea de Drets Humans i quan el sol·licitant hagi exhaurit, prèviament, tots els òrgans i les instàncies de recurs del seu propi país.
I, encara, es pot sol·licitar recurs al Tribunal de Justícia de la Unió Europea, sense restriccions d'accés, sempre que el sol·licitant hagi exhaurit els recursos propis del seu país d'origen. Aquest recurs és independent de la Cort Europea de Drets de l'Hom i apareix amb l'adhesió de Grècia a la Unió Europea. El Tribunal de Justícia de la Unió Europea és el poder judicial de la Unió Europea i, per tant, les seves decisions són de caràcter supranacional i de compliment obligatori als Estats membres.

## Sistema electoral grec
Grècia utilitza un complex sistema proporcional reforçat que perjudica els partits petits i fa més fàcil obtenir una majoria parlamentària. Segons l'actual llei electoral, el sistema és el del vot únic transferible amb una barrera electoral del 3%. El partit més gran aconsegueix un bo de 50 escons (és a dir, una sisena part del total d'escons).

### Eleccions legislatives gregues de 2015
Article principal: Eleccions legislatives gregues de 2015
| Eleccions legislatives gregues de 2015 |                                                     |                                         |                         |           |        |       |        |            |
| Partit polític                         | Partit polític                                      | Ideologia                               | Líder(s)                | Vots      | %      | +/–   | Escons | +/–        |
|                                        | Coalició de l'Esquerra Radical (SYRIZA)             | Esquerra radical, Socialisme democràtic | Alexis Tsipras          | 2.246.064 | 36,34  | +9,45 | 149    |            |
|                                        | Nova Democràcia (ND)                                | Democràcia cristiana, Conservadorisme   | Andonis Samaràs         | 1.718.815 | 27,81  | -1,85 | 76     | Disminució |
|                                        | Alba Daurada (XA)                                   | Extrema dreta, Neonazisme               | Nikólaos Mikhaloliakos  | 388.447   | 6,28   | -0,64 | 17     | Disminució |
|                                        | To Potami (TO POTAMI)                               | Socialdemocràcia, Socioliberalisme      | Stavros Theodorakis     | 373.868   | 6,04   | +6,04 | 17     | =          |
|                                        | Partit Comunista de Grècia (KKE)                    | Marxisme, Leninisme                     | Dimitris Koutsoumpas    | 338.138   | 5,47   | +0,97 | 15     |            |
|                                        | Grecs Independents (ANEL)                           | Dreta nacionalista, Euroescepticisme    | Panos Kammenos          | 293.371   | 4,75   | -2,76 | 13     | Disminució |
|                                        | Moviment Socialista Panhel·lènic (PASOK)            | Socioliberalisme, Europeisme            | Evànguelos Venizelos    | 289.482   | 4,68   | -7,60 | 13     | Disminució |
|                                        | Moviment dels Socialistes Democràtics (KINIMA)      | Socialdemocràcia, Europeisme            | Georgios Papandreu      | 152.230   | 2,46   | +2,46 | 0      | =          |
|                                        | Reagrupament Popular Ortodox (LAOS)                 | Dreta nacionalista, Euroescepticisme    | Gueorguios Karatzaferis | 63.692    | 1,03   | -0,55 | 0      | =          |
|                                        | Verds Ecologistes                                   | Ecologisme, Anti-austeritat             | Comitè de 6 membres     | 30.074    | 0,49   | -5,76 | 0      | Disminució |
|                                        | Front de l'Esquerra Anticapitalista Grec (ANTARSYA) | Anticapitalisme, Assemblearisme         | Comitè de 21 membres    | 39.455    | 0,64   | +0,32 | 0      | =          |
| Vots vàlids                            | Vots vàlids                                         | Vots vàlids                             | Vots vàlids             | 6.181.274 | 97,64% |       |        |            |
| Vots no vàlids                         | Vots no vàlids                                      | Vots no vàlids                          | Vots no vàlids          | 114.703   | 1,81%  |       |        |            |
| Vots en blanc                          | Vots en blanc                                       | Vots en blanc                           | Vots en blanc           | 34,809    | 0,55%  |       |        |            |
| Total                                  | Total                                               | Total                                   | Total                   | 6.330.786 | 100%   |       | 300    |            |
| Participació electoral                 | Participació electoral                              | Participació electoral                  | Participació electoral  |           | 63,87% |       |        |            |